# Football Club Kuressaare
Football Club Kuressaare é um clube estoniano de futebol, com sede em Kuressaare, na ilha de Saaremaa.
Fundado e 1997, o clube realiza suas partidas no Kuressaare linnastaadion, cuja capacidade é de 2 mil lugares.

## Elenco atual
Última atualização: 17 de setembro de 2017.